# Pseudophoenix vinifera
Pseudophoenix vinifera (cacheo, katié) es una especie de palmera endémica de la Hispaniola.

## Descripción
Tiene un tallo que alcanza un tamaño de 5-15 m de altura, muy ventricoso, más delgado por encima del hinchazón, con cicatrices foliares prominentes cuando son jóvenes. Hojas en número de 24 en la corona, de 2-3 m de largo; con vaina de 34-49 cm de largo, de color verde con escalas de grises plateados cerca del ápice; pecíolos de 11-30 cm de largo, raquis 270 cm de largo, a menudo con escamas de color café a lo largo de su margen; segmentos de hoja 115-131 por un lado del raquis; segmento medio hoja 53-83 cm de largo, 1.7-3.1 cm de ancho, lanceoladas con una punta acuminada, gris-verde, glauco abaxialmente, glauco a brillantes adaxialmente. Inflorescencia erecta, ascendente o arqueada, ramificada de 2 a 3 órdenes, de 125 cm de largo.

## Usos
Pseudophoenix vinifera se utilizó en el pasado para la producción de vino de palma. Los árboles son cortados y se extrae la médula, especialmente de la parte hinchada del tallo. La savia se extrae y se fermenta.

## Taxonomía
Pseudophoenix vinifera fue descrita por (Mart.) Becc. y publicado en Pomona College Journal of Economic Botany and Subtropical Horticulture 2: 268. 1912.
Etimología
Pseudophoenix: nombre genérico que procede de pseudo = "falso" y phoenix = la palmera datilera", aunque por qué H.Wendl. eligió este nombre no está claro.
vinifera: epíteto que hace referencia a su utilización para la producción de vino.
Sinonimia
- Aeria vinifera (Mart.) O.F.Cook
- Cocos vinifera (Mart.) Mart.
- Euterpe vinifera Mart.
- Gaussia vinifera (Mart.) H.Wendl.
- Pseudophoenix insignis O.F.Cook[6][7]